# Bellcaire d'Urgell
Bellcaire d'Urgell è un comune spagnolo di 1 281 abitanti situato nella comunità autonoma della Catalogna.